# Jeong Yol
En aquest nom coreà, el cognom és Jeong.
Jeong Yol   (19 d'octubre de 1978) és un activista sud-coreà dels drets del col·lectiu LGBT. Des de la fundació de Solidaritat pels Drets Humans LGBT de Corea (SLRK) en 1997, ha estat un dels primers membres de l'organització. Des de 1998 fins a 2012, ha estat representant de SLRK.

## Biografia
Jeong Yol, tot i que després es va canviar a Jeong Min-suk (정민석), ha seguit utilitzant el seu nom original. "Yol" és una paraula turca que significa un camí o un curs de la vida.
Va sospitar de la seva orientació sexual en la seva adolescència i quan estava a l'institut, hi va haver moments en què se sentia diferent dels meus companys. No obstant això, no va ser fins a la universitat quan va descobrir que era homosexual. En la tardor de 1997, va veure en un tauler d'anuncis que s'anunciava una reunió gai al campus universitari i, després de repensar-s'ho, va assistir a una petita sala semisoterrani on s'hi celebrava. Això va suposar un punt d'inflexió per la seva identitat.
Quan es va allistar en l'exèrcit, la seva orientació sexual es va revelar durant el servei militar arran de la descoberta d'una carta d'amor d'un noi. Marginat pels seus companys, va ser ingressat per la força a un hospital psiquiàtric durant gairebé dos mesos. Després del seu llicenciament, va treballar com a pastisser durant sis anys.
En 1997, es va unir a SLRK. En 2000, va passar més temps amb SLRK, De 2002 a 2012, ha estat representant de SLRK. El febrer de 2003, el govern de Corea del Sud va considerar que la paraula "homosexual" era perjudicial per als joves. Llavors, va lluitar contra el govern amb Kwak Yi-kyong, Chang Pyong-kwon i altres. L’abril de 2004, es va aconseguir eliminar la prohibició de la paraula "homosexual" per als joves a Corea del Sud.
En 2003, va dirigir un moviment per a l'eliminació de la discriminació contra el col·lectiu LGBT. En 2004, es va unir als moviments contra la guerra i per la pau. Des de 2006, lluita pels drets dels seropositius, o sigui, de les persones que viuen amb el VIH.